# 葡萄牙政治
葡萄牙是一個半總統制民主共和國。葡萄牙總理是葡萄牙政府的領導者。葡萄牙為多黨民主體制。葡萄牙總統是葡萄牙的國家元首，且享有一些行政權力。部長會議則擁有行政權力。葡萄牙國會和政府擁有立法權。司法機構獨立於行政機構和立法機構。自1975年以來，葡萄牙政權由社會黨和社會民主黨輪流執政。